# سارية الرفاعي
سارية عبد الكريم الرفاعي (1367- 1446 هـ / 1948- 2025 م) داعية إسلامي سوري أزهري، وخطيب مربٍّ، عمل على تأسيس عدد من المؤسسات والجمعيات الخيرية والإصلاحية في دمشق وإستانبول، صاحب نهضة دعوية وإيمانية، هي امتداد لنهضة والده الشيخ عبد الكريم الرفاعي مؤسس الدعوة المسجدية بدمشق في جامع زيد بن ثابت. اشتَهَر سارية بوقفته الجريئة في وجه النظام السوري في أثناء الثورة السورية، وبنصرة المظلومين والضعفاء، وبخطبته المدوِّية في توبيخ الجيش السوري لاعتدائه على المتظاهرين السلميين وقتل الأبرياء بلا وجه حق. وهو شقيق مفتي سورية الشيخ أسامة الرفاعي.

## ولادته وتحصيله

سارية الرفاعي في شبابه

وُلد أبو ياسر، سارية بن عبد الكريم بن عبد الله الرفاعي في حيِّ القَنَوات بدمشق، عام 1367هـ/ 1948م، لأسرة دمشقية من أصول حَمَوية (من مدينة حماة)، ترجع إلى آل السَّبْسَبِي الذين لهم نسَب إلى الإمام الرفاعي الذي ينتهي نسبه إلى الحسين بن علي. نشأ سارية مع شقيقه الشيخ أسامة وسائر إخوته في كنف والدهم العالم المربي الشيخ عبد الكريم الرفاعي شيخِ ما يُسمَّى بجماعة زيد، وهي جماعة إسلامية دعوية بارزة في سورية.
تخرَّج سارية في علوم الشريعة والعربية بأبيه وعددٍ من كبار تلاميذ أبيه. وانتسب إلى معهد الجمعية الغَرَّاء في مراحله الدراسية كلِّها، ودخل الثانوية الشرعية التابعة له، فتَلْمَذ فيها على كبار العلماء إلى أن نال الشهادة الثانوية منها عام 1966م. ومن أشهر شيوخه في المعهد الشيخ حسين خَطَّاب، والشيخ كُريِّم راجح، والشيخ عبد الرزاق الحِمصي، والشيخ نايف العَبَّاس، والشيخ محمد صالح الفُرْفُور، والشيخ عبد الرحمن حَبَنَّكة المَيداني، والشيخ محمد سعيد الطَّنْطاوي.
وقرأ على الشيخ خالد الجَبَاوي كتاب «أوضح المسالك إلى ألفية ابن مالك» لابن هشام صُحْبةَ أخيه الشيخ أسامة في درسٍ خاصٍّ في جامع باب المصلَّى. وعلى مفتي سورية الشيخ محمد أبي اليُسْر عابدين الفقهَ الحنفيَّ و«مغني اللَّبِيب عن كُتُب الأعاريب» لابن هشام، في درسين خاصَّين استمرَّا سنوات.
وأدرك طبقةً عاليةً مِن علماء الشام جالسهم وانتفع بعلمهم؛ كالشيخ أبي الخير المَيداني، والشيخ إبراهيم الغَلايِيني شيخ والده، والسيِّد محمد مكِّي الكتَّاني، والشيخ محمد الهاشمي، والشيخ حسن حَبَنَّكة المَيداني، والشيخ عبد الوهَّاب دبس وزيت الحافظ، والدكتور مصطفى السِّباعي. وكان على صِلةٍ وثيقة بعدد من علماء حِمصَ وحماةَ وحلبَ، وأجازه في الحديث عامَّةً الشيخ حبيب الرحمن الأعظمي، والشيخ محمد صالح الفُرْفُور، وسمِع المسلسل بالأوَّلية مِن الشيخ أبي اليُسْر عابدين.
ثم سافر إلى مصر عام 1966 والتحقَ بالجامع الأزهر الشريف، وتخرَّج في كلية أصول الدين عام 1971، ثم حصل على شهادة (ماجستير) منها عام 1977 في علم التفسير. وأخذ هناك عن عدد من كبار علماء مصر منهم الشيخ عبد الحليم محمود شيخ الأزهر الذي كان عَمِيدًا لكلِّية أصول الدين، والشيخ عبد الوهَّاب عبد اللطيف، والشيخ مصطفى عبد الخالق.

## شيوخه وأساتذته
- عبد الكريم الرفاعي (والده).
- محمد أبو اليسر عابدين.

### في معهد الجمعية الغَرَّاء
- عبد الرحمن الزُّعْبي الطِّيبي.
- حسين خَطَّاب.
- كُريِّم راجح، ثلاثتهم في مادَّة التفسير.
- أحمد المقداد البُصْرَوي.
- عبد الرزاق الحِمصي، كلاهما في مادَّة الفقه الشافعي.
- نايف العَبَّاس، في مادَّتَي التاريخ والسيرة النبوية.
- خالد الجَباوي، في مادَّة اللغة العربية.
- محمد صالح الفُرْفُور، في مادَّتَي البلاغة والخطابة.
- عبد الرحمن حَبَنَّكة المَيداني، في مادَّة العقيدة.
- محمد سعيد الطَّنْطاوي، في موادِّ الفيزياء والكيمياء، والأعلام (تراجم رجالات العِلم والفكر مِن السلف الصالح).

### في الأزهر الشريف
- عبد الحليم محمود شيخ الأزهر.
- عبد الوهَّاب عبد اللطيف، في مادَّة الحديث النبوي وعلومه.
- محمد محمود حجازي، في مادَّة التفسير.
- محمد بن فتح الله بدران، في مادَّة مصطلح الحديث "تدريب الراوي".
- محمد أنيس عبادة.
- مصطفى عبد الخالق.
- عبد الغني عبد الخالق.
- صالح الجعفري.

### في المدينة المنوَّرة
- محمد نمر الخطيب.
- محمد زكريا البخاري.
- محمد مهدي التبر.
- عبد القدُّوس الأفغاني.
- محمد التونسي.
- أحمد عبد العزيز الشِّنْقيطي.

## عمله ونشاطاته
بدأ الشيخ بالعمل مُبكِّرًا في تجارة الكُتُب، فكان يشتري الكُتُبَ من مصرَ ويَبِيعها في الشام، ثم أسَّس مكتبة الغزالي للطباعة والنشر قُرْبَ مسجد زيد عام 1969، التي أصدرت مئات الكتب والدراسات العلمية والأدبية والثقافية.
ونشط بعد حصوله على الماجستير في التفسير في مجال الدعوة الإسلامية بدمشق، وصار إمامًا وخطيبًا لجامع زيد بن ثابت في شارع خالد بن الوليد وسط العاصمة دمشق. وعُيِّن منذ عام 1973 مُدرِّسًا في دائرة الإفتاء العام التي كان يرأسها الأستاذ عزيز عابدين ابن شيخه الشيخ أبي اليُسْر عابدين، وقد عُرِض عليه في أوقاتٍ مختلفة أن يكون مُفتِيًا لدمشق ووزيرًا للأوقاف فاعتذر ورفض.
سعى عام 1994م في توسيع مسجد زيد بن ثابت، وأسَّس فيه معهد الفرقان لفرع الإناث. وأسس العديد من المؤسسات والجمعيات الخيرية والاجتماعية، من أهمِّها: جمعية حفظ النعمة، التي عمَّ خيرُها مناطقَ كثيرةً في سورية، وشمِلَت مختلِفَ فئات المجتمع، وكانت انطلاقةُ المشروع الرسميَّة عام 2003 بإعلان مشروع الغذاء الهادف إلى جَمْع ما يفضُل من الطعام في المطاعم والمناسبات ليُصلح ويقدَّم من جديد للفقراء والمحتاجين. وفي عام 2004 أُعلِن مشروع الكِساء، لجمع الألبسة المُستعمَلة وإصلاحها وتنظيفها وتوزيعها على أُولي الحاجة. ثم توسَّع المشروعان فقُدِّمَت فيهما الوجَبات الغذائية والملابس الجديدة. وفي 2005 أُعلِن مشروع الدَّواء؛ لجَمْعِ الأدوية الصالحة وفَرْزِها ومنحها لطالبيها مجَّانًا. وفي 2006 أُعلِن مشروع الأثاث؛ لخدمة الشباب الفقراء المُقبِلين على الزواج، وتجهيز ما يحتاجون إليه من أثاثٍ للمنزل.
في عام 2007 أطلق الشيخ مشروع التميُّز في كفالة اليتيم، بهدف كفالة الأيتام ماليًّا، وتوجيههم تربويًّا وأخلاقيًّا، ومُتابعتهم دِراسيًّا، والعناية كذلك بالأمَّهات الأرامل، وقد رعى فيه ما يزيد على 30 ألف يتيم في دمشق وريفها. وأسس مركز زيد بن ثابت لخدمة القرآن الكريم، للقيام بأنشطةٍ علمية ودعوية وإعلامية، منها مكتب لتحقيق التراث ولتأليف مقرَّرات الدورات العلمية المسجدية. وأنشأ قناة الدعوة الفضائية.

## مواقفه من النظام السوري
اضطُرَّ إلى مغادرة سورية عام 1980 في عهد حافظ الأسد، مع أحداث الإخوان المسلمين المشهورة التي أفضت إلى التضييق على عموم العلماء والدعاة، وتقييد نشاطهم الدعوي، فهاجر إلى المدينة المنوَّرة وبقي فيها إلى عام 1993. وبعد عودته إلى دمشق جدَّد نشاطه العلمي والدعوي، ورجع إلى إمامة مسجد زيد وخطابته.
وعقب اندلاع أحداث الثورة السورية عام 2011 على نظام بشار الأسد، أيَّد الثورة ونصرها بجُرأة، وتصدَّى للنظام المستبِد وأجهزته الأمنية، وألقى خُطبًا هاجم فيها الجيش السوري وأجهزة الأمن لقتلها المتظاهرين السِّلميين، واعتدائها على الأرواح والممتلكات ظلمًا. وقد حظي بشعبية واسعة وصار له حضورٌ قوي في الوسط السوري عمومًا والدمشقي خصوصًا، واستطاع عام 2012 أن يغلقَ معظمَ أسواق دمشق ومحالِّها بعد دعوته الشهيرة للإضراب عقب مجزرة الحولة التي نفَّذتها قوات النظام السوري.
وبعد تلقِّيه تهديدات شديدة من أجهزة الأمن، أُكره على الهجرة مرَّة أُخرى عام 2012 منتقلًا إلى القاهرة، وكانت له فيها إسهامات تعليمية واجتماعية بإنشاء المدارس للطلاب السوريين، وإرسال المَعُونات إلى مخيَّمات اللاجئين السوريين. ثم في العام التالي مضى إلى إستانبول واستقرَّ فيها مُشارِكًا في تأسيس عددٍ من المجالس والروابط الإسلامية، وإقامة الدروس العلمية والدعوية، وبقي فيها حتى وفاته.

## آثاره ومؤلفاته
1. مذكِّرات في زمن الثورة (الجزء الأول)، مكتبة الأسرة العربية، إستانبول، 2020.[9]

2. الأربعون السَّنِيَّة في ثلاثيَّات الأحاديث النَّبويَّة، مكتبة الأسرة العربية، إستانبول، 2023.[10]
3. مذكِّرات في زمن الثورة (الجزء الثاني)، مكتبة الأسرة العربية، إستانبول، في قيد الطباعة.
4. تفسير القرآن العظيم، مخطوط.

## حياته الخاصة
تزوَّج سارية الرفاعي الأستاذةَ الداعيةَ الواعظةَ سهام عبدو من سَقْبا في ريف دمشق، وله ستة أولاد، أربعة أبناء وابنتان. أما أبناؤه فهم الأساتذة: محمد ياسر، ومحمد عمَّار، ومحمد بشَّار، ومحمد. وأما ابنتاه فهما: الداعيتان الواعظتان أمامة وغفران.

## مرضه ووفاته
في يونيو عام 2014 أُصِيبَ سارية الرفاعي بجُلْطةٍ دِماغيَّةٍ أدَّت إلى شَلَل الطَّرَف الأيسر منه، وإقعاده عن الحركة عشر سنوات. ثم توفي في إستانبول يوم الاثنين 6 رجب 1446هـ الموافق 6 يناير (كانون الثاني) 2025م، عن ثمانين سنة هجرية. وصُلِّي عليه في مسجد الفاتح بإستانبول بعد صلاة الظهر من يوم الثلاثاء 7 يناير 2025. ثم نُقل جُثمانه إلى دمشق، وشُيِّع قُبيل ظهر الأربعاء 8 يناير 2025 من خارج جامع زيد بن ثابت إلى الجامع الأموي بدمشق، وصُلِّي عليه صلاة الجنازة بعد صلاة الظهر، بحضور شقيقه مفتي الجمهورية أسامة الرفاعي ورئيس الحكومة السورية الحالية محمد البشير، وآلاف من العلماء والدعاة وطلاب العلم والعامَّة. ثم دُفن في مقبرة الباب الصغير (الروضة) قرب قبر أبيه الشيخ عبد الكريم الرفاعي.
وفي مجلس العزاء مساء في جامع عبد الكريم الرفاعي حضر أحمد الشرع قائد الإدارة السورية الجديدة وعددٌ من كبار المسؤولين في حكومة تسيير الأعمال للتعزية بالشيخ. وكثير من العلماء والوجهاء من أبرزهم: أحمد معاذ الخطيب، والإعلامي فيصل قاسم.

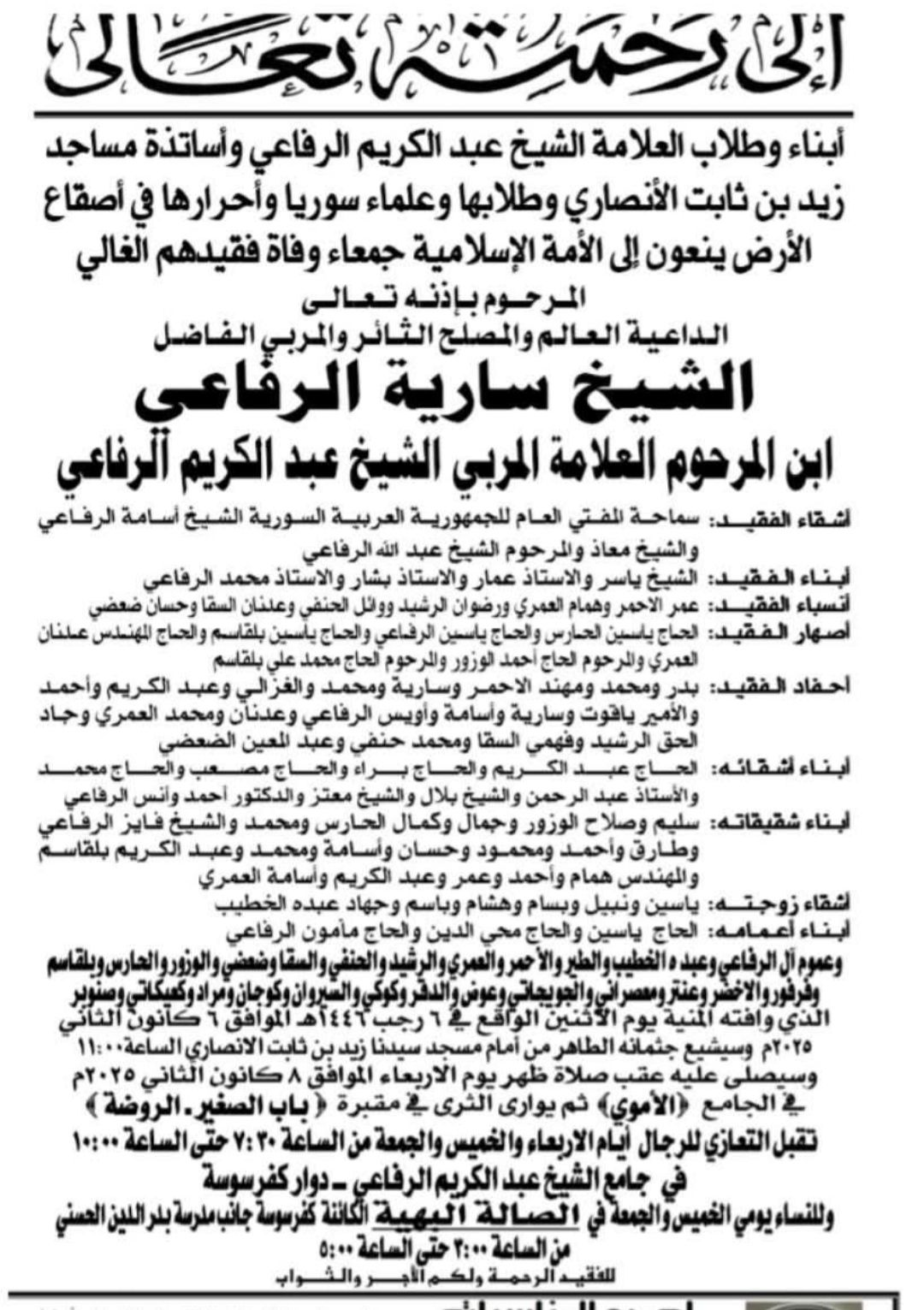
ورقة نعي الشيخ سارية الرفاعي
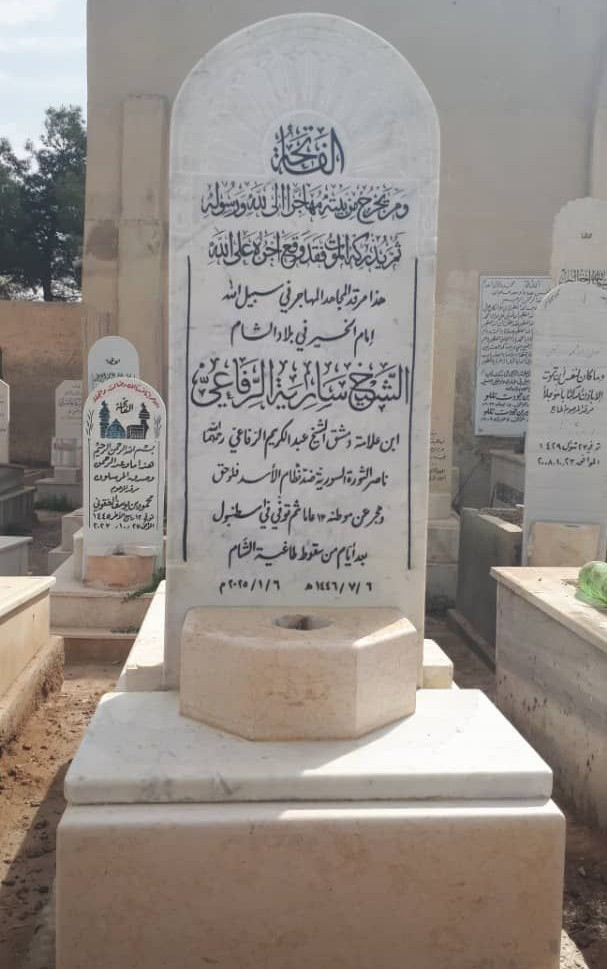
قبر الشيخ سارية الرفاعي

## وصلات خارجية
- خطبة للشيخ سارية الرفاعي من دمشق يبين إجرام الجيش السوري لنظام الرئيس الأسد
- وفاة الشيخ سارية عبد الكريم الرفاعي عن عمر ناهز 77 عاما
- وفاة العالم السوري سارية الرفاعي بعد صراع مع المرض
- وصية الشيخ سارية الرفاعي لعلماء المسلمين
- الشيخ سارية الرفاعي الرجل الذي فقدناه
- ما الرسالة التي أرسلتها الفنانة السورية مي سكاف للشيخ سارية الرفاعي؟
- الشيخ سارية الرفاعي يشرح حقوق الأبوين.. ما هي؟ | برنامج لك وعليك
- مذكرات الشيخ سارية الرفاعي.. ثورة تحت الرماد وفوقه
- نسمات شامية || الحلقة الأولى استقبال رمضان مع الشيخ سارية عبد الكريم الرفاعي